# Charles Jourdain
Charles Jourdain (Montreal, Quebec, Canadá, 27 de noviembre de 1995) es un artista marcial mixto canadiense que compite en la división de peso pluma de Ultimate Fighting Championship.

## Primeros años
Nació y creció en Beloeil, Quebec, Canadá. Tiene un hermano menor, Louis Jourdain, que se ha involucrado bastante en su carrera de artes marciales mixtas y sigue una carrera propia.

## Carrera de artes marciales mixtas

### Carrera temprana
Comenzó a competir en artes marciales mixtas en 2013. Obtuvo un récord amateur de 8-2, luchando 8 veces en 2013 ganando 7 de esos combates. También compitió en FightQuest Amateur Combat en 2014 donde ganó el vacante Campeonato de Peso Pluma de FightQuest y ganó un bono de "Actuación de la Noche". Después de convertirse en profesional en 2015, compitió exclusivamente en promociones de MMA canadienses. Hizo su debut en MMA contra Thomas Sumantri el 21 de mayo de 2016 en la LAMMQ - Liga de Artes Marciales Mixtas de Quebec 5. Ganó el combate por KO con el primer asalto, ganando el premio al KO de la Noche. Fue el Campeón de Peso Pluma de TKO y Campeón Interino de Peso Ligero, y acumuló un récord de 9-1 antes de firmar con Ultimate Fighting Championship en 2019.

### Ultimate Fighting Championship
Debutó en la UFC contra Des Green el 18 de mayo de 2019 en UFC Fight Night: dos Anjos vs. Lee. Perdió el combate por decisión unánime.
Se enfrentó a Choi Doo-ho el 21 de diciembre de 2019 en UFC Fight Night: Edgar vs. The Korean Zombie. Ganó el combate por TKO en el segundo asalto. Este combate le valió el premio a la Pelea de la Noche.
Se enfrentó a Andre Fili el 13 de junio de 2020 en UFC on ESPN: Eye vs. Calvillo. Perdió el combate por decisión dividida.
Se enfrentó a Joshua Culibao el 4 de octubre de 2020 en UFC on ESPN: Holm vs. Aldana. El combate terminó en un empate dividido.
Se esperaba que se enfrentara a Steve Garcia el 13 de marzo de 2021 en UFC Fight Night: Edwards vs. Muhammad. El 24 de febrero, Garcia se retiró del combate debido a una lesión y fue sustituido por el recién llegado a la UFC Marcelo Rojo. Ganó el combate por TKO en el tercer asalto.
Se esperaba que se enfrentara a Lerone Murphy el 4 de septiembre de 2021 en UFC Fight Night: Brunson vs. Till. Sin embargo, Murphy fue retirado del evento por problemas de visa, y fue sustituido por Julian Erosa. Perdió el combate por sumisión en el tercer asalto.
Se enfrentó a Andre Ewell el 18 de diciembre de 2021 en UFC Fight Night: Lewis vs. Daukaus. Ganó el combate por decisión unánime.
Se esperaba que se enfrentara a Ilia Topuria el 22 de enero de 2022 en UFC 270. Sin embargo, Topuria fue retirado de la cartelera debido a un problema médico relacionado con el corte de peso y el combate fue cancelado.
Se enfrentó a Lando Vannata el 23 de abril de 2022 en UFC Fight Night: Lemos vs. Andrade. Ganó el combate por sumisión en el primer asalto.
Se enfrentó a Shane Burgos el 16 de julio de 2022 en UFC on ABC: Ortega vs. Rodríguez. Perdió el combate por decisión mayoritaria.
Se enfrentó a Nathaniel Wood el 3 de septiembre de 2022 en UFC Fight Night: Gane vs. Tuivasa. Perdió el combate por decisión unánime.
Jourdain se enfrentó a Kron Gracie en UFC 288 el 6 de mayo de 2023. Ganó la pelea por decisión unánime.
Jourdain enfrentó a Ricardo Ramos el 23 de septiembre de 2023 en UFC Fight Night 228. Ganó la pelea por estrangulamiento en el primer asalto. Esta victoria le valió el premio a la Actuación de la Noche.
Jourdain enfrentó a Sean Woodson el 20 de enero de 2024 en UFC 297. Perdió la pelea por decisión dividida.
Jourdain enfrentó a Jean Silva el 29 de junio de 2024 en UFC 303. En el pesaje, Silva pesó 147,5 libras, una libra y media más que el límite de peso pluma para peleas sin título. La pelea se llevó a cabo en peso pactado y Silva fue multado con el 20 por ciento de su bolsa, que irá a parar a Jourdain. Jourdain perdió la pelea por KO en el segundo asalto.
Jourdain se enfrentó a Victor Henry en una pelea de peso gallo el 2 de noviembre de 2024 en UFC Fight Night 246. Ganó la pelea a través de una sumisión mediante una guillotina en el segundo asalto, lo que llevó a la primera derrota de la carrera de Henry por finalización. Esta pelea le valió otro premio a la Actuación de la Noche.

## Campeonatos y logros
- Ultimate Fighting Championship
  - Pelea de la Noche (una vez) vs. Choi Doo-ho[50]
- TKO major league MMA
  - Doble Campeón de TKO[51]
  - Campeonato de Peso Pluma de TK0 (una vez)[52]
  - Campeonato Interino de Peso Ligero de TKO (una vez)[53]
- Ligue d'Arts Martiaux Mixtes du Québec
  - KO de la Noche de LAMMQ 5[54]
- FightQuest Amateur Combat
  - Campeonato de Peso Pluma de FightQuest
  - Actuación de la Noche de FightQuest

## Récord en artes marciales mixtas
| Resultado | Récord | Oponente           | Método                                     | Evento                                       | Fecha                    | Ronda | Tiempo | Localización                    | Notas                                                                |
| --------- | ------ | ------------------ | ------------------------------------------ | -------------------------------------------- | ------------------------ | ----- | ------ | ------------------------------- | -------------------------------------------------------------------- |
| Derrota   | 15-8-1 | Jean Silva         | KO (puñetazo)                              | UFC 303                                      | 29 de junio de 2024      | 2     | 1:22   | Las Vegas Nevada                | Pelea de peso pactado (147,5 lb); Silva no dio el peso               |
| Derrota   | 15-7-1 | Sean Woodson       | Decisión (dividida)                        | UFC 297                                      | 20 de enero de 2024      | 3     | 5:00   | Toronto, Ontario                |                                                                      |
| Victoria  | 15-6-1 | Ricardo Ramos      | Sumisión (guillotine choke)                | UFC Fight Night: Fiziev vs. Gamrot           | 23 de septiembre de 2023 | 1     | 3:12   | Las Vegas Nevada                | Actuación de la noche                                                |
| Victoria  | 14-6-1 | Kron Gracie        | Decisión (unánime)                         | UFC 288                                      | 6 de mayo de 2023        | 3     | 5:00   | Newark New Jersey               |                                                                      |
| Derrota   | 13-6-1 | Nathaniel Wood     | Decisión (unánime)                         | UFC Fight Night: Gane vs. Tuivasa            | 3 de septiembre de 2022  | 3     | 5:00   | París                           |                                                                      |
| Derrota   | 13-5-1 | Shane Burgos       | Decisión (mayoritaria)                     | UFC on ABC: Ortega vs. Rodríguez             | 16 de julio de 2022      | 3     | 5:00   | Elmont, Nueva York              |                                                                      |
| Victoria  | 13-4-1 | Lando Vannata      | Sumisión (estrangulamiento guillotina)     | UFC Fight Night: Lemos vs. Andrade           | 23 de abril de 2022      | 1     | 2:32   | Las Vegas, Nevada               |                                                                      |
| Victoria  | 12-4-1 | Andre Ewell        | Decisión (unánime)                         | UFC Fight Night: Lewis vs. Daukaus           | 18 de diciembre de 2021  | 3     | 5:00   | Las Vegas, Nevada               |                                                                      |
| Derrota   | 11-4-1 | Julian Erosa       | Sumisión (estrangulamiento D'Arce)         | UFC Fight Night: Brunson vs. Till            | 4 de septiembre de 2021  | 3     | 5:00   | Las Vegas, Nevada               |                                                                      |
| Victoria  | 11-3-1 | Marcelo Rojo       | TKO (puñetazos)                            | UFC Fight Night: Edwards vs. Muhammad        | 13 de marzo de 2021      | 3     | 4:31   | Las Vegas, Nevada               |                                                                      |
| Empate    | 10-3-1 | Joshua Culibao     | Empate (dividido)                          | UFC on ESPN: Holm vs. Aldana                 | 4 de octubre de 2020     | 3     | 5:00   | Abu Dhabi                       |                                                                      |
| Derrota   | 10-3   | Andre Fili         | Decisión (dividida)                        | UFC on ESPN: Eye vs. Calvillo                | 13 de junio de 2020      | 3     | 5:00   | Las Vegas, Nevada               |                                                                      |
| Victoria  | 10-2   | Choi Doo-ho        | TKO (puñetazos)                            | UFC Fight Night: Edgar vs. The Korean Zombie | 21 de diciembre de 2019  | 2     | 4:32   | Busan                           | Regreso al peso pluma. Pelea de la Noche.                            |
| Derrota   | 9-2    | Desmond Green      | Decisión (unánime)                         | UFC Fight Night: dos Anjos vs. Lee           | 18 de mayo de 2019       | 3     | 5:00   | Rochester, Nueva York           |                                                                      |
| Victoria  | 9-1    | Damien Lapilus     | TKO (puñetazos)                            | TKO 47: Jourdain vs Lapilus                  | 11 de abril de 2019      | 5     | 2:02   | Montreal, Quebec                | Regreso a Ligero. Ganó el Campeonato Interino de Peso Ligero de TKO. |
| Victoria  | 8-1    | Alex Morgan        | Sumisión (estrangulamiento por guillotina) | TKO 45: Jourdain vs Morgan                   | 27 de diciembre de 2018  | 1     | 4:38   | Montreal, Quebec                | Ganó el Campeonato de Peso Pluma de TKO.                             |
| Victoria  | 7-1    | Kevin Généreux     | Sumisión (estrangulamiento por detrás)     | TKO Fight Night 1                            | 2 de agosto de 2018      | 2     | 4:08   | Montreal, Quebec                | Combate de peso acordado (150 libras).                               |
| Victoria  | 6-1    | Matar Lo           | KO (puñetazos)                             | TKO 42: Nogueira vs. Laramie                 | 16 de marzo de 2018      | 1     | 2:19   | Laval, Quebec                   |                                                                      |
| Derrota   | 5-1    | T.J. Laramie       | Decisión (unánime)                         | TKO 41: Champions                            | 8 de diciembre de 2017   | 5     | 5:00   | Montreal, Quebec                | Ganó el vacante Campeonato de Peso Pluma de TKO.                     |
| Victoria  | 5-0    | William Romero     | TKO (puñetazos)                            | TKO 39: Ultimatum                            | 16 de junio de 2017      | 3     | 2:04   | Saint-Roch-de-l'Achigan, Quebec |                                                                      |
| Victoria  | 4-0    | Mathieu Morciano   | TKO (puñetazos)                            | TKO 38: Ascension                            | 7 de abril de 2017       | 2     | 1:42   | Montreal, Quebec                | Regreso al peso pluma.                                               |
| Victoria  | 3-0    | Michael Cyr        | Sumisión (estrangulamiento por detrás)     | TKO 37: Rivals                               | 13 de enero de 2017      | 2     | 1:29   | Montreal, Quebec                | Debut en el peso ligero.                                             |
| Victoria  | 2-0    | Marc-Antoine Lidji | TKO (puñetazos)                            | TKO 36: Resurrection                         | 4 de noviembre de 2016   | 3     | 4:02   | Montreal, Quebec                | Debut en el peso pluma.                                              |
| Victoria  | 1-0    | Thomas Sumantri    | KO (rodillazo volador)                     | LAMMQ 5                                      | 21 de mayo de 2016       | 1     | 4:32   | Quebec, Quebec                  | Combate de peso acordado (150 libras). KO de la Noche.               |